# Kościół św. Bartłomieja Apostoła w Jerzmanowicach
Kościół św. Bartłomieja Apostoła w Jerzmanowicach – zabytkowy rzymskokatolicki kościół parafialny, znajdujący się w Jerzmanowicach, w gminie Jerzmanowice-Przeginia, w powiecie krakowskim.
Kościół został wpisany do rejestru zabytków województwa małopolskiego.

## Historia
Kościół parafialny w Jerzmanowicach istniał już w 1338 roku. Ufundowany został przez króla Kazimierza Wielkiego. Był to mały drewniany budynek o powierzchni 120 metrów kwadratowych. Kościół ten został rozebrany w 1826 roku .
Obecny zbudowano w latach 1827–1830 i przebudowano w 1876 roku. Świątynia konsekrowana 21 czerwca 1884 roku, przez biskupa Tomasza Kulińskiego .

## Architektura
Budynek klasycystyczny, murowany, jednonawowy, prezbiterium zamknięte półkolistą apsydą. Fasada kościoła inspirowana warszawskim palladianizmem. Widoczne pilastry wielkiego porządku, trójkątny tympanon i attyka.
W roku 1980 odremontowano elewacje i otoczenie kościoła, a w latach 1992–1993 wymieniono pokrycie dachu na blachę miedzianą.

## Wyposażenie

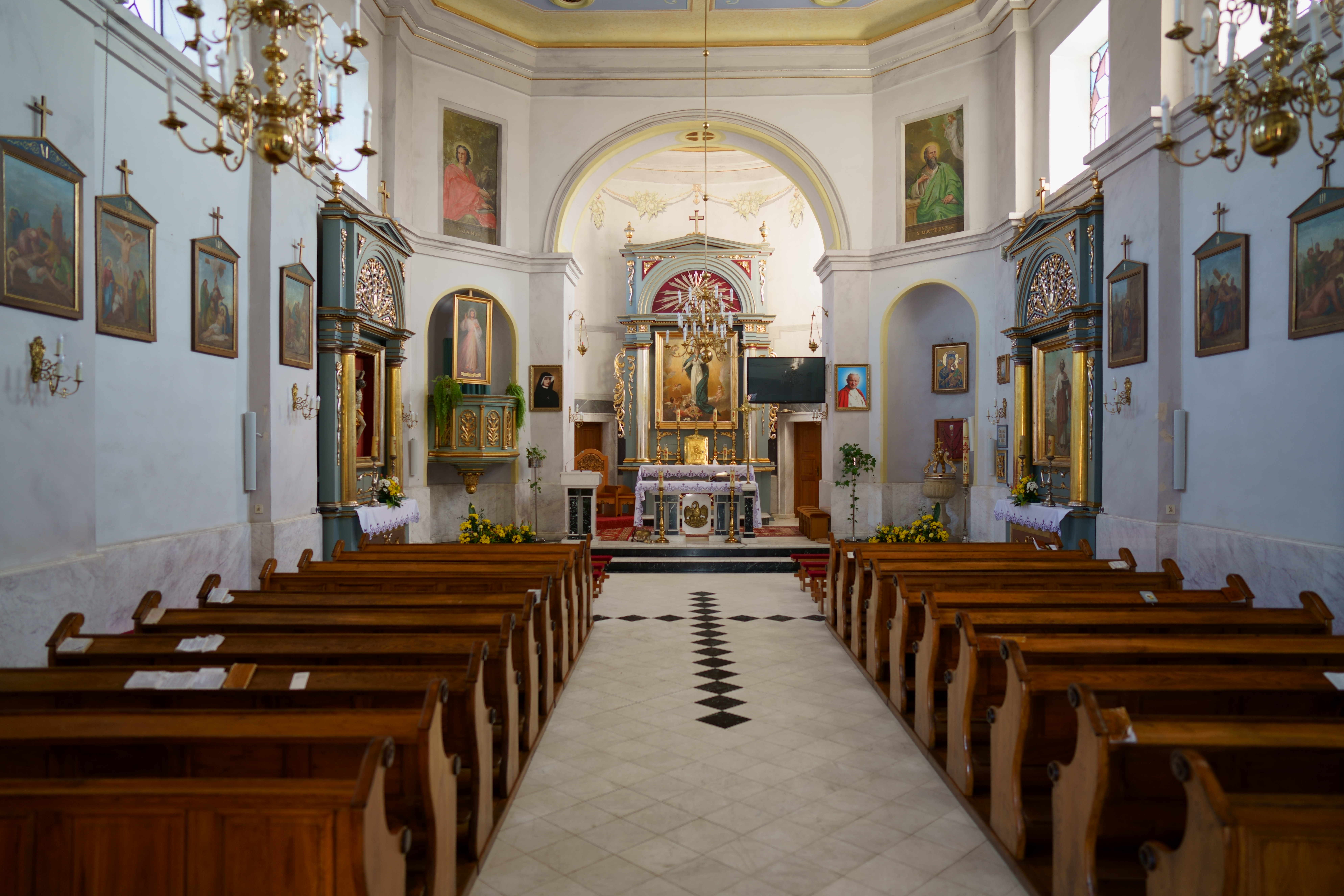
Wnętrze kościoła

W ołtarzu głównym znajduje się obraz Najświętszej Maryi Panny i św. Bartłomieja Apostoła namalowany przez Bolesława Rutkowskiego w 1911 roku.  Polichromia powstała w 2000 roku według projektu Janusza Łęgowskiego z Katowic. Zastąpiła ona wcześniejszą wykonaną przez prof. Jerzego Nowosielskiego (w 2000 roku dokonano transferu tych malowideł przez Akademię Sztuk Pięknych w Krakowie) . Barokowo–klasycystyczne ołtarze i zabytkową chrzcielnicę, która pochodzi ze starego kościoła, poddano konserwacji w latach 2004–2006. Nowy, marmurowy ołtarz powstał według projektu Jana Funka z Krakowa. W świątyni znajdują się organy zbudowane w XIX wieku prawdopodobnie przez Antoniego Sapalskiego .
Ze starego kościoła zachowały się dzwony. Najstarszy został wykonany w 1545 roku. Drugi dzwon z 1548 roku z medalionem św. Bartłomieja, na którym widnieje łaciński napis: „ANIMUS EST NOBIS UT CARMINA DIKANT HIC TIBIS. DEUS ES 1548”, czyli „DUCH JEST DLA NAS JAK POEZJA, NIECH CI POWIE, ŻE TU JEST BÓG”. Dzwony w czasie I wojny światowej zostały zakopane przez parafian i dzięki temu nie zostały skonfiskowane przez Austriaków .